# Mungböna
Mungbönan (Vigna radiata) är en art i familjen ärtväxter som ursprungligen kommer från Indien. Den odlas framför allt i södra Asien för sina ätliga frön, mungbönorna. I asiatisk matlagning är även grodden vanlig. Det som i handeln kallas för "böngroddar" är oftast groddar av mungböna.[källa behövs]
Mungböna är en klättrande, krypande eller upprätt växande ettårig ört med brunhåriga stjälkar. Bladen är trefingrade med ett 5–21 cm långt bladskaft. Delbladen blir 5–16 cm långa och 3–12 cm breda, och är hela eller ibland treflikiga. De är elliptiska, rombiska eller äggrunda, spetsen är spetsig. Ytan kan vara kal eller borsthårig. Blomställningarna kommer i bladvecken och bär många blommor. Blommorna är gulgröna. Frukten är en balja som blir 4–9 cm lång, linjärcylindrisk, 5–6 mm bred, med bruna hår och 8–14 gröna eller rödbruna frön.

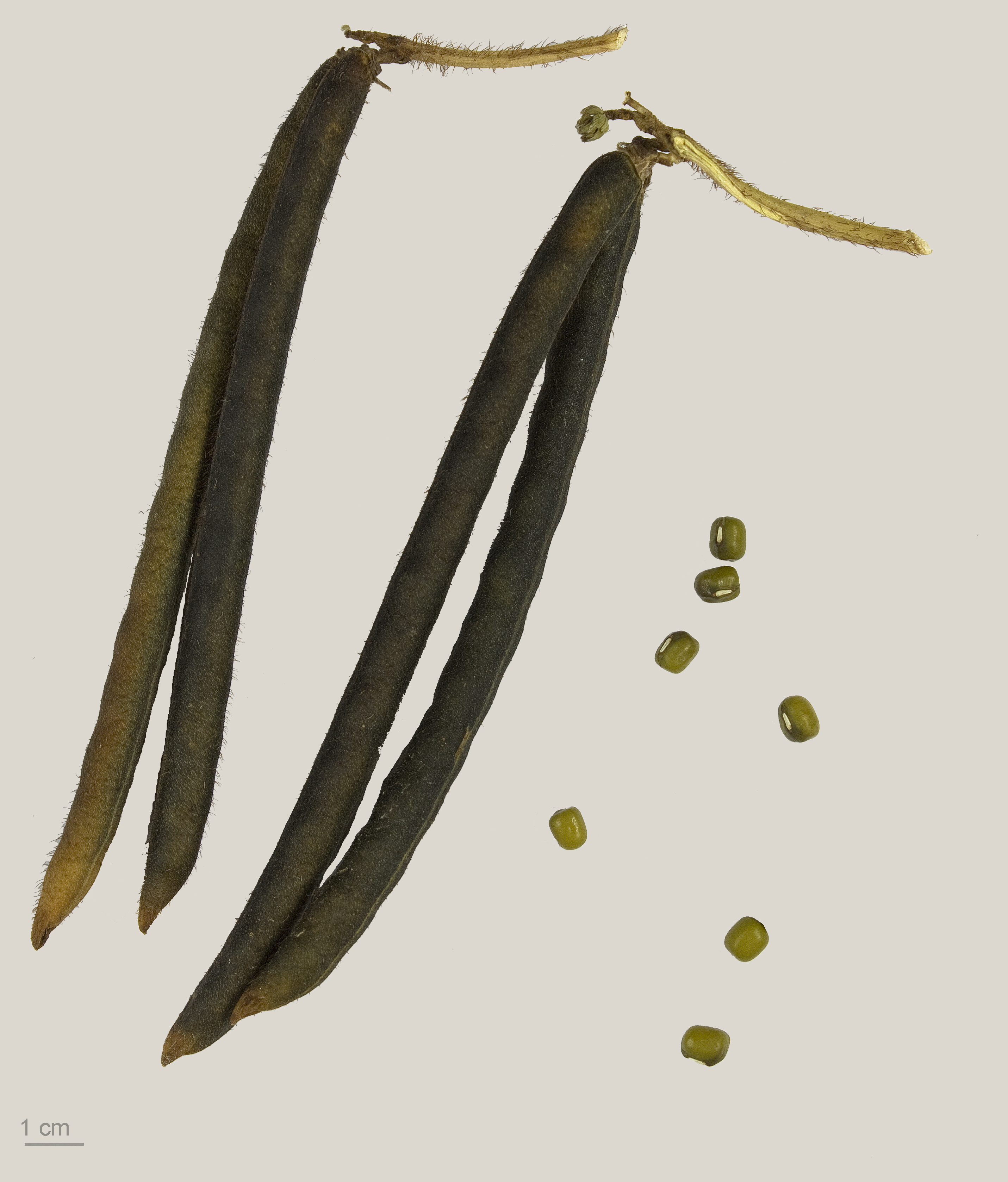
Vigna radiata

## Varieteter
Arten är mångformig och två varieteter urskiljs:
- var. radiata (Linné) Ohwi – har vanligen upprätta stjälkar. Delbladen är oftast hela. Fröskidorna och fröna är stora.
- var. sublobata (Roxb.) Verdc. – har krypande eller klättrande stjälkar. Delbladen är vanligen flikiga. Fröskidor och frön är små.

## Synonymer

### var.radiata
- Azukia radiata
- Phaseolus abyssinicus Savi
- Phaseolus aureus Roxb.
- Phaseolus hirtus Retz.
- Phaseolus radiatus Linné
- Phaseolus radiatus var. aurea (Linné) Roxb.
- Phaseolus radiatus var. typicus Prain
- Phaseolus trinervius Wight & Arn.
- Rudua aurea (Roxb.) F.Maek.

### var.sublobata
- Phaseolus sublobatus Roxb.
- Phaseolus trinervis Wight & Arn.